# 江寧体育中心
江寧体育中心(こうねいたいいくちゅうしん、簡体字中国語: 江宁体育中心、英: Jiangning Sports Centre)は、中華人民共和国の江蘇省南京市にある多目的スタジアムである。

## 概要
収容人数は30,000人。南京航空航天大学や河海大学、東南大学などが集まる江寧大学城地区にある。
主にサッカーの試合に用いられる。2010年まで中国サッカー・甲級リーグに所属していた南京有有足球倶楽部がホームスタジアムとして利用していた。（南京有有は乙級リーグに降格したため2011年に解散している。）
2005年には、第十回中華人民共和国全国運動会の会場として使用された他、2011年にはAFC U-16女子選手権2011の会場となり、この地でU-16サッカー日本女子代表が2回目の優勝を果たしている。同じく2015年にはU-19サッカー日本女子代表がAFC U-19女子選手権2015で優勝したのも同じスタジアムだった。

## 交通アクセス
南京地下鉄1号線南延線の南京交院駅より徒歩約5～10分。